# بیتا دریاباری
بیتا دریاباری خَیِّر ایرانی-آمریکایی است. او بنیان‌گذار مرکز برابری پارس (به انگلیسی: Pars Equality Center) و جایزهٔ بیتا و حامی مالی برنامه‌های ایران‌شناسی دانشگاه استنفورد و دانشگاه کمبریج است.

## تحصیلات و حرفه
دریاباری که اهل تهران است در دهه ۱۹۸۰ در شانزده سالگی خانواده اش او را که در برابر بر سر گذاشتن حجاب مقاومت می‌کرد به میزوری آمریکا فرستادند تا با خاله اش زندگی کند. دارای لیسانس علوم کامپیوتر از دانشگاه ایالتی کالیفرنیا در ایست بی (لیسانس علوم) و فوق لیسانس مخابرات از دانشگاه گلدن گیت (کارشناسی ارشد) است.
دریاباری وارد صنعت مخابرات شد و در کار خود ترقی کرد اما پس از ازدواج از کار استعفا داد تا روی تربیت فرزندانش تمرکز کند.

## خیریه
دریاباری تا به حال کمک‌های متعددی به فعالیت‌های هنری و فرهنگی ایرانی کرده که می‌توان از مهم‌ترین آنها به تأسیس مرکز مطالعات ایرانشناسی دانشگاه استنفورد، تأسیس جایزه  بیتا در سال ۲۰۰۸ و همچنین حمایت از برگزاری نمایشگاه شاه عباس در موزه بریتانیا در لندن اشاره کرد.

### ایران‌شناسی در دانشگاه استنفورد
در سال ۲۰۰۸ بیتا دریاباری با نامه‌نگاری با دانشگاه استفورد نه تنها حامی مالی استخدام استاد تمام‌وقت ادبیات فارسی شد، بلکه بودجه مالی مرکز پژوهش ایران‌شناسی برای کنفرانس‌ها، تدریس زبان فارسی برای تمام مراحل تخصص و همچنین اعطای جوایز سالانه بیتا به نویسندگان فارسی‌زبان بود.

### شاهنامه‌پژوهی در دانشگاه کمبریج
دریاباری مبلغی بیش از ۲ میلیون دلار به بخش شاهنامه دانشکده «پمبروک» دانشگاه کمبریج در انگلستان کمک کرد.
دریاباری در سخنرانی خود در مراسم افتتاحیه این مرکز به علاقه اش به ادبیات و میراث فرهنگی و ادبی ایران اشاره کرد.

### مرکز برابر پارس
او بنیاد برابری پارس را در سال ۲۰۱۰ در جهت حمایت از افراد ایرانی الاصل شامل مهاجرین، پناهندگان و کسانی که در آمریکا به دنیا آمدند و در جهت حمایت از آنها در جامعه آمریکایی تأسیس کرد.

### دفتر همیاری ایرانیان[۱۱]
همچنین در سال ۲۰۱۵، ساختمان دفتر همیاری ایرانیان با نام دریاباری جهت ارائه خدمات برای یافتن شغل، تأمین نیازهای خانواده‌های ایرانی و یافتن خانه را در دستور کار قرار دادند. در مراسم آغاز به کار این دفتر، شهردار سَن خوزه، معاون او، دریاباری و جمعی از ایرانیان حضور داشتند.

### کرسی‌های استادی
با کمک‌های مالی دریاباری کرسی‌های استادی به نام او در رشته‌های مطالعات ایران و مطالعات فارسی در دانشگاه‌های کالیفرنیا، برکلی و کالیفرنیا، دیویس ایجاد شده است. او ۵ میلیون دلار به دانشگاه کالیفرنیا، برکلی، ۱٬۵ میلیون دلار به دانشگاه کالیفرنیا، دیویس و ۶٬۶ میلیون دلار به دانشگاه استنفورد کمک کرده است.

## زندگی شخصی
بیتا دریاباری در بهار سال ۱۳۴۸ به دنیا آمد. پدرش مرتضی، دندانپزشک و مادرش آذرمیدخت، خانه‌دار بود. دریاباری در سال ۱۹۹۱ با امید کردستانی، تاجر صنعت فناوری ازدواج کرد. بعدها کردستانی که از مدیران ارشد گوگل شده بود، عاشق همکارش جیزل هیسکاک شد و در سال ۲۰۰۸ با او به لندن نقل مکان کرد. در همان دوران دریاباری و کردستانی طلاق گرفتند. نتیجتاً دریاباری بخش بزرگی از سهام کردستانی در گوگل را به دست آورد. وی از امید کردستانی یک پسر به‌نام میلان و یک دختر به‌نام میشا دارد.
بیتا در سال ۲۰۰۹، با رضا ملک، رادیولوژیست ایرانی - آمریکائی ازدواج کرد. خولیو ایگلسیاس در عروسی مجلل این دو به اجرای برنامه پرداخت. این دو که یک فرزند با هم دارند، پس از هفت سال زندگی مشترک در سال ۲۰۱۶ از یکدیگر جدا شدند. بیتا در سال ۲۰۱۸ با شاهکار بینش‌پژوه خواننده ایرانی ازدواج کرد.

## جایزه‌ها
جوایزی که دریاباری دریافت کرده است:
- مدال افتخار جزیره الیس (۲۰۱۲)
- جایزه قدردانی سازمان ملل برای رهبری برجسته، تعهد و حمایت سازمان ملل متحد و دستیابی به اهداف توسعه هزاره سازمان ملل متحد (۲۰۱۱)
- جایزه نیکوکار سال اتحادیه روابط عمومی آمریکایی‌های ایرانی‌تبار (۲۰۱۰)
- جایزه دانش‌آموختگان سال دانشگاه گلدن گیت (۲۰۰۸)
- فهرست بزرگ مهاجران بنیاد کارنگی نیویورک (۲۰۲۲)[۱۹]